# Haplocochlias moolenbeeki
Haplocochlias moolenbeeki is een slakkensoort uit de familie van de Skeneidae. De wetenschappelijke naam van de soort is voor het eerst geldig gepubliceerd in 1988 door De Jong & Coomans.